# جامع طولمة باغجة
جامع طولمة باغجة (بالتركية: Dolmabahçe Camii)‏ هو جامع يقع في بشكطاش، إسطنبول في تركيا.
بني بأمر من السلطانة بزم عالم سلطان و هي الزوجة الثانية للسلطان العثماني محمود الثاني (تزوجها سنة 1822)، ووالدة السلطان عبد المجيد الأول.